# Aristóbulo Iztúriz
Pour les articles homonymes, voir Istúriz et Almeida (homonymie).
Aristóbulo Iztúriz Almeida ou Aristóbulo Istúriz, né le 20 décembre 1946 à Curiepe et mort le 27 avril 2021 à Caracas, est un enseignant et homme d'État vénézuélien, membre du Parti socialiste unifié. Il est vice-président de la République du 6 janvier 2016 au 4 janvier 2017 et ministre de l'Éducation du 4 septembre 2018 à sa mort.

## Biographie
Maire de Libertador de 1993 à 1996, il devient ministre de l'Éducation, de la Culture et des Sports en 2001. Premier vice-président de l'Assemblée nationale de janvier 2011 à décembre 2012, date à laquelle il devient gouverneur de l'État d'Anzoátegui, il est nommé vice-président exécutif de la République le 6 janvier 2016.
À la suite des élections constituantes convoquées par le président Nicolás Maduro le 30 juillet 2017, il est élu premier vice-président de l'Assemblée nationale constituante à l'unanimité au cours de la séance inaugurale le 4 août 2017, aux côtés de Delcy Rodríguez, élue à la présidence.